# BioWare电子游戏列表

BioWare公司的商标

BioWare是加拿大艾伯塔省埃德蒙顿游戏开发商，1995年雷·穆吉卡、格雷格·泽舒克与奥古斯汀·叶合伙创办。三人与美国发行商Interplay制作合伙为机甲模拟动作游戏《超钢战神》取得投资和开发资源，游戏1996年发行，是BioWare开山之作。《超钢战神》取得一定成功，BioWare接下来推出的《博德之门》赢得一致赞誉，确立公司未来的发展方面。《博德之门》是类似《龙与地下城》的角色扮演游戏，以卖出两百余万份创下《龙与地下城》类型游戏新纪录。两年后，公司推出的续作《博德之门II：安姆的阴影》同样获得市场和评论界认可，与采用自家游戏引擎开发的角色扮演游戏《异域镇魂曲》、《冰风谷》令公司成为业界领先的角色扮演电脑游戏开发商。21世纪初Interplay制作遭遇财政困境，BioWare与英宝格合作发行下一部《龙与地下城》类型角色扮演游戏《无冬之夜》。
卢卡斯艺术在千年之交主动邀请BioWare为流行文化现象级作品《星球大战》开发游戏，《星球大战：旧共和国武士》2003年针对微软Xbox電子遊戲機发布。这不是BioWare首款主机游戏，但公司还是从此打入主机游戏市场，微软游戏工作室此后决定与BioWare合作开发《翡翠帝国》、《质量效应》等平臺獨占游戏。2006年3月，BioWare扩大经营并在德克萨斯州奧斯汀开立分部，为大型多人在线角色扮演游戏开发掌舵。2007年10月，美国发行商艺电宣布已收购BioWare。BioWare在新东家领导下推出龙腾世纪系列，同时继续发行质量效应系列科幻角色扮演遊戲，还在蒙特利尔设立新分部。2011年，BioWare奥斯汀分部发行大型多人在线角色扮演游戏《星際大戰：舊共和國》，代表《星球大战》系列再度兴起。
21世纪10年代初，艺电经过改组把旗下多家子公司归入BioWare品牌，如Mythic Entertainment和胜利游戏就分别变成BioWare Mythic和BioWare胜利。这些子公司的新游戏都作为BioWare项目公布，但子公司第二年就倒闭，游戏没有面世。2012年9月，穆吉卡和泽舒克宣布退休并离开BioWare。2017年《质量效应：仙女座》面世后，BioWare蒙特利尔分部与艺电旗下Motive公司合并。

## 游戏
无特别说明的游戏均由BioWare埃德蒙顿分部开发。
| 作品 | |
| --- | --- |
| 超钢战神首发日期： - 北美：1996年9月27日 - 欧洲：1996年9月                                                                | 各平台发行年份： - 1996年：DOS、Windows - 1997年：Mac OS |
| 超钢战神首发日期： - 北美：1996年9月27日 - 欧洲：1996年9月                                                                | 备注： - 机甲模拟动作游戏 - Interplay制作首发 |
| 博德之门首发日期： - 北美：1998年12月21日 - 欧洲：1998年12月 - 澳洲：Q1 1999 - 日本：1999年1月30日                        | 各平台发行年份： - 1998年：Windows - 2000年：Mac OS |
| 博德之门首发日期： - 北美：1998年12月21日 - 欧洲：1998年12月 - 澳洲：Q1 1999 - 日本：1999年1月30日                        | 备注： - 奇幻角色扮演游戏 - 以《龙与地下城》《被遺忘的國度》战役设定为背景 - 遵循《高级龙与地下城》第二版规则 - Interplay娱乐首发 - 1999年5月发行《博德之门：剑湾传奇》资料片 - Beamdog开发的《博德之门：增强版》2012年面世                                                                                            |
| 孤胆枪手2首发日期： - 北美：2000年3月31日 - 欧洲：2000年5月12日                                                           | 各平台发行年份： - 2000年：Dreamcast、Windows - 2001年：PlayStation 2 - 2011年：Wii |
| 孤胆枪手2首发日期： - 北美：2000年3月31日 - 欧洲：2000年5月12日                                                           | 备注： - 科幻动作冒险游戏 - Interplay娱乐首发 - PlayStation 2版经增强并更名《孤胆枪手2：决战》 - Wii版和《孤胆枪手2高清版》由Overhaul Games/Beamdog开发 |
| 博德之门II：安姆的阴影首发日期： - 北美：2000年9月21日 - 澳洲：2000年9月28日 - 欧洲：2000年9月29日 - 日本：2000年10月11日 | 各平台发行年份： - 2000年：Windows - 2001年：Mac OS |
| 博德之门II：安姆的阴影首发日期： - 北美：2000年9月21日 - 澳洲：2000年9月28日 - 欧洲：2000年9月29日 - 日本：2000年10月11日 | 备注： - 奇幻角色扮演游戏 - 以《龙与地下城》《被遺忘的國度》战役设定为背景 - 遵循《高级龙与地下城》第二版规则 - Interplay娱乐首发 - 2001年6月发行《博德之门Ⅱ：巴尔的王座》资料片 - Overhaul Games/Beamdog开发的《博德之门II：增强版》2013年面世                                                                        |
| 无冬之夜首发日期： - 北美：2002年6月18日 - 欧洲：2002年6月28日 - 澳洲：2002年7月3日 - 日本：2003年3月20日                 | 各平台发行年份： - 2002年：Windows - 2003年：Linux、Mac OS X |
| 无冬之夜首发日期： - 北美：2002年6月18日 - 欧洲：2002年6月28日 - 澳洲：2002年7月3日 - 日本：2003年3月20日                 | 备注： - 奇幻角色扮演游戏 - 以《龙与地下城》《被遺忘的國度》战役设定为背景 - 遵循《龙与地下城》第三版规则 - 英寶格首发 - 2003年6月发行《无冬之夜之古城阴影》资料片，BioWare埃德蒙顿与Floodgate娱乐合作开发 - 2003年12月发布《无冬之夜：幽城魔影》资料片 - 额外可下载内容随资料片发布 - Beamdog开发《无冬之夜：增强版》 |
| 星球大战：旧共和国武士首发日期： - 北美：2003年7月16日 - 欧洲：2003年9月12日 - 澳洲：2003年9月19日                        | 各平台发行年份： - 2003年：Xbox、Windows - 2004年：Mac OS X - 2013年：iOS - 2014年：Android |
| 星球大战：旧共和国武士首发日期： - 北美：2003年7月16日 - 欧洲：2003年9月12日 - 澳洲：2003年9月19日                        | 备注： - 角色扮演游戏 - 采用《星球大战》背景 - 卢卡斯艺术首发 |
| 翡翠帝国首发日期： - 北美：2005年4月12日 - 欧洲：2005年4月22日 - 澳洲：2005年5月19日 - 日本：2005年6月16日                | 各平台发行年份： - 2005年：Xbox - 2007年：Windows - 2008年：Mac OS X - 2016年：iOS、Android |
| 翡翠帝国首发日期： - 北美：2005年4月12日 - 欧洲：2005年4月22日 - 澳洲：2005年5月19日 - 日本：2005年6月16日                | 备注： - 角色扮演游戏 - 以中国功夫和神话为灵感 - 微软游戏工作室首发 |
| 质量效应首发日期： - 北美：2007年11月20日 - 澳洲：2007年11月22日 - 欧洲：2007年11月23日 - 日本：2009年5月21日             | 各平台发行年份： - 2007年：Xbox 360 - 2008年：Windows - 2012年：PlayStation 3 |
| 质量效应首发日期： - 北美：2007年11月20日 - 澳洲：2007年11月22日 - 欧洲：2007年11月23日 - 日本：2009年5月21日             | 备注： - 科幻動作角色扮演遊戲 - 微软游戏工作室首发 - 发行后公布可下载内容 |
| 索尼克编年史：黑暗兄弟首发日期： - 澳洲：2008年9月25日 - 欧洲：2008年9月26日 - 北美：2008年9月30日 - 日本：2009年8月6日   | 各平台发行年份： 2008年任天堂DS |
| 索尼克编年史：黑暗兄弟首发日期： - 澳洲：2008年9月25日 - 欧洲：2008年9月26日 - 北美：2008年9月30日 - 日本：2009年8月6日   | 备注： - 角色扮演游戏 - 以刺猬索尼克系列为背景 - 世嘉发行 |
| 质量效应银河首发日期： - 全球：2009年6月22日                                                                              | 各平台发行年份： 2009年：iOS |
| 质量效应银河首发日期： - 全球：2009年6月22日                                                                              | 备注： - 竖版动作游戏 - 艺电发行 |
| 龙腾世纪：起源首发日期： - 北美：2009年11月3日 - 澳洲：2009年11月5日 - 欧洲：2009年11月6日 - 日本：2011年1月27日          | 各平台发行年份： 2009年：Mac OS X、PlayStation 3、Windows、Xbox 360 |
| 龙腾世纪：起源首发日期： - 北美：2009年11月3日 - 澳洲：2009年11月5日 - 欧洲：2009年11月6日 - 日本：2011年1月27日          | 备注： - 奇幻角色扮演游戏 - 艺电发行 - 发行后公布可下载内容 - 2010年3月发布《龙腾世纪：起源－觉醒》资料片 |
| 质量效应2首发日期： - 北美：2010年1月26日 - 澳洲：2010年1月28日 - 欧洲：2010年1月29日 - 日本：2011年1月13日               | 各平台发行年份： - 2010年：Windows、Xbox 360 - 2011年：PlayStation 3 |
| 质量效应2首发日期： - 北美：2010年1月26日 - 澳洲：2010年1月28日 - 欧洲：2010年1月29日 - 日本：2011年1月13日               | 备注： - 科幻动作角色扮演游戏 - 艺电发行 - 发行后公布可下载内容 |
| 龙腾世纪II首发日期： - 北美：2011年3月8日 - 澳洲：2011年3月10日 - 欧洲：2011年3月11日 - 日本：2012年2月2日                | 各平台发行年份： 2011年：Mac OS X、PlayStation 3、Windows、Xbox 360 |
| 龙腾世纪II首发日期： - 北美：2011年3月8日 - 澳洲：2011年3月10日 - 欧洲：2011年3月11日 - 日本：2012年2月2日                | 备注： - 奇幻动作角色扮演游戏 - 艺电发行 - 发行后公布可下载内容 |
| 龙腾世纪传奇首发日期： - 全球：2011年3月16日                                                                              | 各平台发行年份： 2011年：网页游戏 |
| 龙腾世纪传奇首发日期： - 全球：2011年3月16日                                                                              | 备注： - 社交网络角色扮演游戏 - BioWare旧金山分部开发 |
| 星球大战：旧共和国首发日期： - 北美：2011年12月20日 - 欧洲：2011年12月20日 - 澳洲：2012年3月1日 - 亚洲：2012年3月1日      | 各平台发行年份： 2011年：Windows |
| 星球大战：旧共和国首发日期： - 北美：2011年12月20日 - 欧洲：2011年12月20日 - 澳洲：2012年3月1日 - 亚洲：2012年3月1日      | 备注： - 大型多人在线角色扮演游戏 - 采用《星球大战》背景 - BioWare奥斯丁分部发行 - 艺电发行 - 发行后马上分布六个资料片 |
| 质量效应3首发日期： - 北美：2012年3月6日 - 澳洲：2012年3月8日 - 欧洲：2012年3月9日 - 日本：2012年3月15日                  | 各平台发行年份： 2012年：PlayStation 3、Wii U、Windows、Xbox 360 |
| 质量效应3首发日期： - 北美：2012年3月6日 - 澳洲：2012年3月8日 - 欧洲：2012年3月9日 - 日本：2012年3月15日                  | 备注： - 科幻动作角色扮演游戏 - 艺电发行 - 发行后公布可下载内容 |
| 战锤Online：英雄之怒取消日期： 2013年3月29日                                                                              | 原定平台与发行年份： Windows |
| 战锤Online：英雄之怒取消日期： 2013年3月29日                                                                              | 备注： - 免费多人在线战斗竞技场游戏 - 采用《战锤幻想》背景 - BioWare Mythic开发 - 原计划艺电发行 - 2011年发布测试版 |
| 命令与征服：将军2取消日期： 2013年10月29日                                                                                | 原定平台与发行年份： Windows |
| 命令与征服：将军2取消日期： 2013年10月29日                                                                                | 备注： - 项目开发期间设计思路从标准即时战略游戏转变成免费多人即时战略游戏并改名《命令与征服》 - 采用《命令与征服》背景 - BioWare Victory开发 - 原计划艺电发行 |
| 龙腾世纪：审判首发日期： - 北美：2014年11月18日 - 澳洲：2014年11月20日 - 欧洲：2014年11月21日 - 日本：2014年11月27日      | 各平台发行年份： 2014年PlayStation 3、PlayStation 4、Windows、Xbox 360、Xbox One |
| 龙腾世纪：审判首发日期： - 北美：2014年11月18日 - 澳洲：2014年11月20日 - 欧洲：2014年11月21日 - 日本：2014年11月27日      | 备注： - 奇幻动作角色扮演游戏 - 艺电发行 - 发行后公布可下载内容 |
| 暗影国度取消日期： 2015年2月9日                                                                                           | 原定平台与发行年份： 2017年：PlayStation 4、Windows、Xbox One |
| 暗影国度取消日期： 2015年2月9日                                                                                           | 备注： - 非对称多人动作角色扮演游戏 - BioWare奥斯丁开发 - 原计划艺电发行 |
| 质量效应：仙女座首发日期： - 北美：2017年3月21日 - 欧洲：2017年3月23日 - 澳洲：2017年3月23日                              | 各平台发行年份： 2017年：PlayStation 4、Windows、Xbox One |
| 质量效应：仙女座首发日期： - 北美：2017年3月21日 - 欧洲：2017年3月23日 - 澳洲：2017年3月23日                              | 备注： - 科幻动作角色扮演游戏 - BioWare蒙特利尔开发 - 艺电发行 |
| 圣歌首发日期： - 全球：2019年2月22日                                                                                      | 各平台发行年份： 2019年：PlayStation 4、Windows、Xbox One |
| 圣歌首发日期： - 全球：2019年2月22日                                                                                      | 备注： - 科幻动作角色扮演游戏 - 艺电发行 |
| 质量效应：传奇版预定发行日期： 2021年春                                                                                   | 预定平台与发行年份： 2021年：PlayStation 4、Windows、Xbox One |
| 质量效应：传奇版预定发行日期： 2021年春                                                                                   | 备注： - 质量效应三部曲重制版 - 艺电发行 |
| 龙腾世纪4预定发行日期： 未公布                                                                                            | 预定平台与发行年份： 未公布 |
| 龙腾世纪4预定发行日期： 未公布                                                                                            | 备注： - 2018年12月公布开发计划 - 艺电发行 |
| 新质量效应预定发行日期： 未公布                                                                                           | 预定平台与发行年份： 未公布 |
| 新质量效应预定发行日期： 未公布                                                                                           | 备注： - 开发计划2020年11月公布 - 艺电发行 |